# Montefaro (Ares)
Montefaro es una aldea española situada en la parroquia de Cervás, del municipio de Ares, en la provincia de La Coruña, Galicia.

## Demografía
| Gráfica de evolución demográfica de Montefaro entre 2000 y 2018 |
|                                                                 |
| Datos según el nomenclátor publicado por el INE.                |